# Marsypianthes arenosa
Marsypianthes arenosa là một loài thực vật có hoa trong họ Hoa môi. Loài này được Brandegee mô tả khoa học đầu tiên năm 1924.